# Coulombs (Calvados)
Coulombs é uma ex-comuna francesa na região administrativa da Normandia, no departamento de Calvados. Estendeu-se por uma área de 4,4 km². Em 2010 a comuna tinha 366 habitantes (densidade: 83,2 hab./km²).
Em 1 de janeiro de 2017 foi fundida com as comunas de Martragny, Cully e Rucqueville para a criação da nova comuna de Moulins en Bessin.